# Nerw trójdzielny

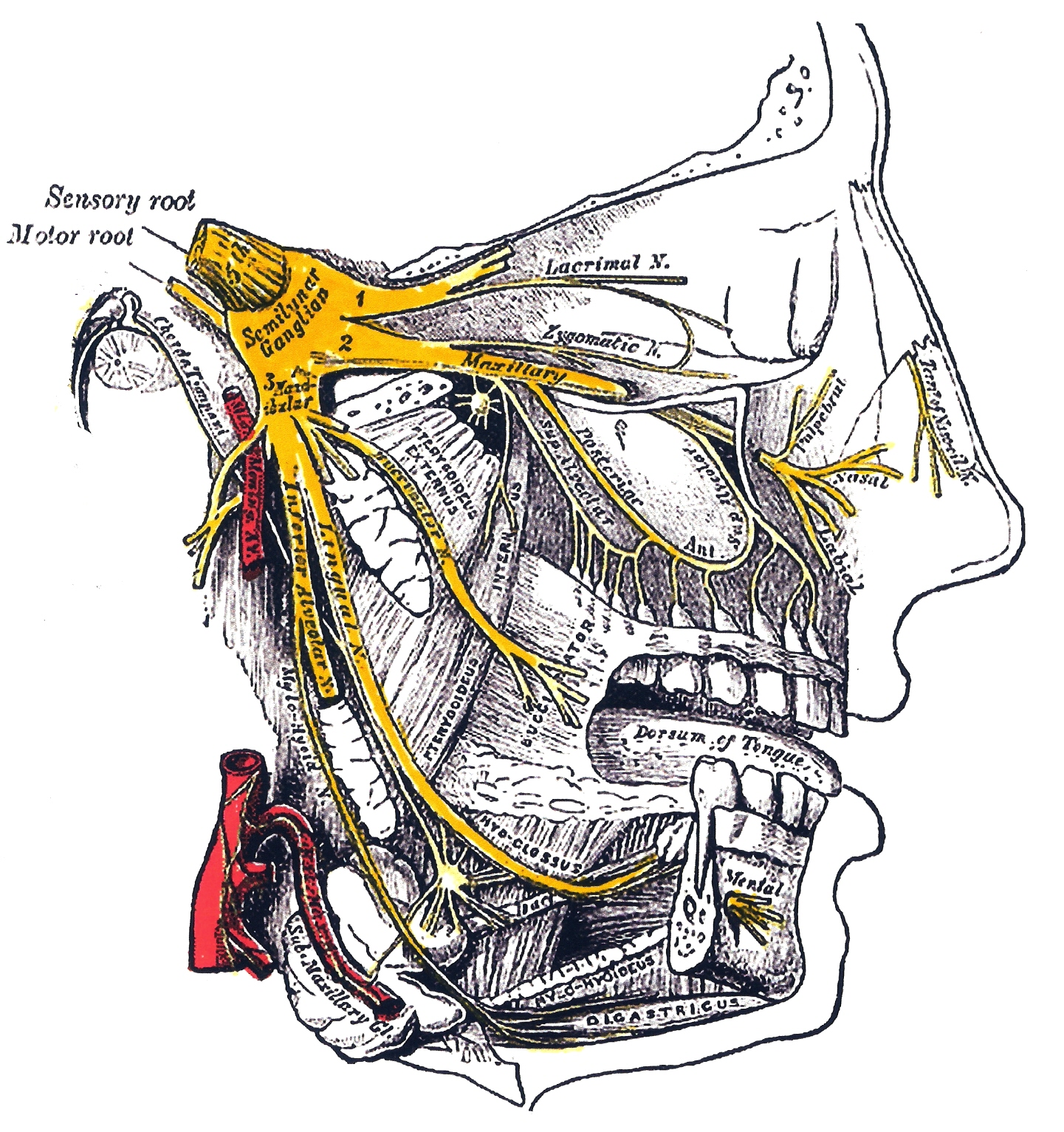
Gałęzie nerwu trójdzielnego

Nerw trójdzielny (łac. nervus trigeminus) – w anatomii człowieka V nerw czaszkowy, największy wśród nich. Jest nerwem I łuku skrzelowego. Ma charakter mieszany (czuciowo-ruchowy).

## Źródła włókien
Nerw trójdzielny zawiera włókna czuciowe i ruchowe. Pierwsze stanowią większą część nerwu i są utworzone przez aksony komórek pseudojednobiegunowych zwoju trójdzielnego. Włókna te wnikają do jąder czuciowych pnia mózgu:
- jądro pasma śródmózgowego – czucie proprioceptywne,
- jądro czuciowe główne nerwu trójdzielnego – czucie epikrytyczne (precyzyjne czucie dotyku i ucisku)
- jądro pasma rdzeniowego – czucie protopatyczne (bólu, ciepła, zimna)

Włókna ruchowe rozpoczynają się w jądrze ruchowym nerwu trójdzielnego, znajdującym się w moście, i kierują się wyłącznie do nerwu żuchwowego V3.

## Przebieg i zakres unerwienia

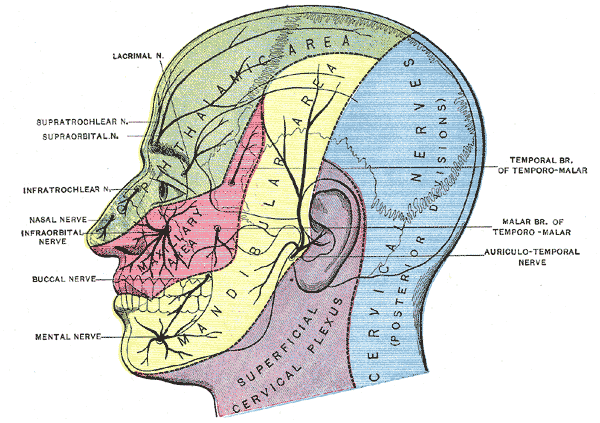
Unerwienie skóry głowy i szyi:
1) zielony – nerw oczny (V_{1}),
2) czerwony – nerw szczękowy (V_{2}),
3) żółty – nerw żuchwowy (V_{3}),
4) fioletowy – splot szyjny górny (C_{1}-C_{4}),
5) niebieski – nerwy szyjne.

Nerw wychodzi z mózgowia w przednio-bocznej części mostu dwoma korzeniami: częścią większą (czuciową) i częścią mniejszą (ruchową). Oba korzenie dochodzą do szczytu piramidy kości skroniowej, gdzie w wycisku nerwu trójdzielnego korzeń czuciowy tworzy zwój trójdzielny (troisty, Gassera). Korzeń ruchowy omija zwój troisty, dołączając się później do nerwu żuchwowego (V3). Od zwoju odchodzą trzy gałęzie – nerw oczny, nerw szczękowy i nerw żuchwowy.

### Nerw oczny(V1)
Nerw oczny (V1) jest nerwem czuciowym, unerwia skórę głowy powyżej szpary powiekowej oraz boczną powierzchnię nosa. 
Opuszcza jamę czaszki przez szczelinę oczodołową górną; dzieli się na trzy gałęzie końcowe:
- nerw łzowy – unerwia gruczoł łzowy, dzieli się na gałąź górną i gałąź dolną, która łączy się z nerwem jarzmowym od V2[6]
- nerw czołowy – unerwia zatokę czołową, skórę czoła, powiekę górną
  - nerw nadbloczkowy – unerwia spojówkę
  - nerw nadoczodołowy[7]
- nerw nosowo-rzęskowy – unerwia przyśrodkowy kąt oka oraz rogówkę, dzieli się na 
  - część rzęskową, na którą składają się:
    - nerwy rzęskowe długie
    - gałąź łączącą ze splotem rzęskowym

  - część nosową, na którą składają się:
    - nerw sitowy tylny
    - nerw sitowy przedni
    - nerw podbloczkowy (często łączący się z nerwem nadbloczkowym)[8]

### Nerw szczękowy(V2)
Nerw szczękowy (V2) jest nerwem czuciowym, unerwia skórę poniżej szpary powiek i powyżej szpary ust. Opuszcza jamę czaszki przez otwór okrągły; oddaje trzy gałęzie końcowe:
- nerw jarzmowy – unerwia okolicę policzka
- nerw podoczodołowy – unerwia zatokę szczękową, a za pośrednictwem nerwu zębodołowego górnego zęby i dziąsła górne.
  - splot zębowy górny – unerwia zęby i dziąsła szczęki
- nerwy skrzydłowo-podniebienne – zaopatrują podniebienie twarde, gardło, oczodół i jamę nosową (gałęzie zwojowe nerwów skrzydłowo-podniebiennych – do zwoju skrzydłowo-podniebiennego)

### Nerw żuchwowy (V3)
Nerw żuchwowy (V3) jest nerwem czuciowo-ruchowym, unerwia czuciowo skórę poniżej szpary ust i skroni. Skóra okolicy kąta żuchwy jest jednak unerwiona czuciowo przez gałęzie nerwu usznego wielkiego pochodzące ze splotu szyjnego. Ruchowo unerwia mięśnie żucia; opuszcza jamę czaszki przez otwór owalny; oddaje gałęzie:
- gałąź oponowa (nerw kolcowy) – powraca przez otwór kolcowy do czaszki, gdzie unerwia oponę twardą
- grupa przednia (włókna ruchowe, poza nerwem policzkowym)
  - nerw policzkowy – nerw czuciowy, unerwia skórę i śluzówkę policzka
  - nerw żwaczowy – unerwia mięsień żwacz
  - nerwy skroniowe głębokie (przedni i tylny) – unerwiają mięsień skroniowy
  - nerw skrzydłowy boczny – unerwia mięsień skrzydłowy boczny
  - nerw skrzydłowy przyśrodkowy – unerwia mięsień skrzydłowy przyśrodkowy
- grupa tylna (włókna czuciowe, poza nerwem żuchwowo-gnykowym)
  - nerw językowy – unerwia czuciowo ⅔ przednie języka
  - nerw zębodołowy dolny – nerw czuciowy, zawiera jednak włókna ruchowe nerwu żuchwowo-gnykowego, jego odgałęzienia:
    - nerw żuchwowo-gnykowy – nerw ruchowy, unerwia mięsień żuchwowo-gnykowy i brzusiec przedni mięśnia dwubrzuścowego (mięśnie szyi)
    - nerw bródkowy – unerwia skórę okolicy bródkowej i śluzówkę wargi dolnej
    - splot zębowy dolny – unerwia zęby i dziąsła żuchwy

  - nerw uszno-skroniowy – unerwia staw skroniowo-żuchwowy, skórę skroni i małżowinę uszną; prowadzi włókna pozazwojowe przywspółczulne do ślinianki przyusznej
- zwój uszny
- zwój podżuchwowy